# Пахолюк Іван Арсентійович
Іван Арсентійович Пахолюк (22 вересня 1916, Цибулів — 14 липня 1967) — радянський офіцер, Герой Радянського Союзу, в роки радянсько-німецької війни командир дивізіону 154-го гвардійського артилерійського полку (76-я гвардійська стрілецька дивізія, 61-а армія, Центральний фронт), гвардії капітан.

## Біографія
Народився 9 (22) вересня 1916 року в селі Цибулеві, (нині селище міського типу Монастирищенського району Черкаської області), в сім'ї селянина. Українець. Закінчив 8 класів школи і два курси зоотехнікума в селі Стадниця Київської області.
У Червоній армії з вересня 1936 року. У 1939 році закінчив Томське артилерійське училище. У боях радянсько-німецької війни з вересня 1941 року. Брав участь в обороні Одеси, Ростова-на-Дону, Сталінграда та захисту Криму. Воював на Південно-Східному, Сталінградському, Донському, Брянському, Центральному фронтах. Звільняв Орел, Чернігів, Брест, Варшаву.
29 вересня 1943 року в районі села Миси (Ріпкинський район Чернігівської області) гвардії капітан Пахолюк вогнем свого дивізіону сприяв переправі через Дніпро стрілецьких підрозділів та захопленню плацдарму. Під шквальним артилерійським вогнем дивізіону противник змушений був залишити свої позиції і відступити.
Коли радянські підрозділи успішно форсували Дніпро і закріпилися на правому березі, капітан Пахолюк за короткий строк зумів переправити через річку усі гармати дивізіону і включитися в бій в безпосередній близькості від ворога. Ведучи стрілянину прямою наводкою, дивізіон завдав ворогові відчутний удар і розчистив шлях наступаючим.
Указом Президії Верховної Ради СРСР від 16 листопада 1943 року за зразкове виконання завдань командування і проявлені при цьому мужність і героїзм, гвардії капітан Пахолюк Іван Арсентійович удостоєний звання Героя Радянського Союзу з врученням ордена Леніна і медалі «Золота Зірка» (№ 2 945).
Член ВКП(б) з 1944 року. З 1956 року підполковник Пахолюк — у відставці. Жив у Сочі. Помер 14 липня 1967 року.

## Нагороди, пам'ять
Нагороджений орденом Леніна, двома орденами Червоного Прапора, орденами Олександра Невського, Вітчизняної війни 1-го ступеня, двома орденами Червоної Зірки, медалями.
У селищі міського типу Цибулів на школі встановлена меморіальна дошка, а на вулиці Гагаріна пам'ятний знак.

## Галерея

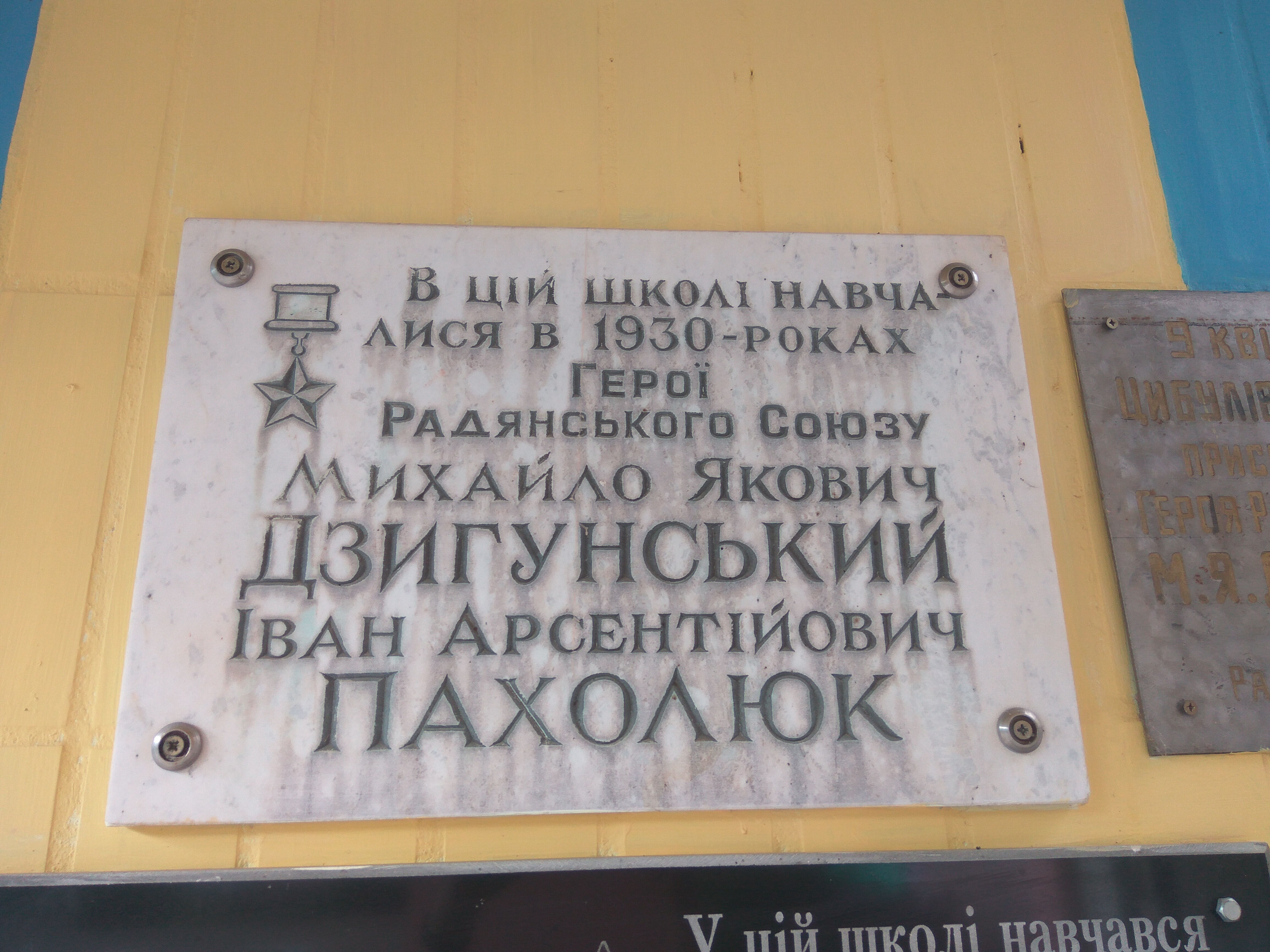
Пам'ятна дошка на школі
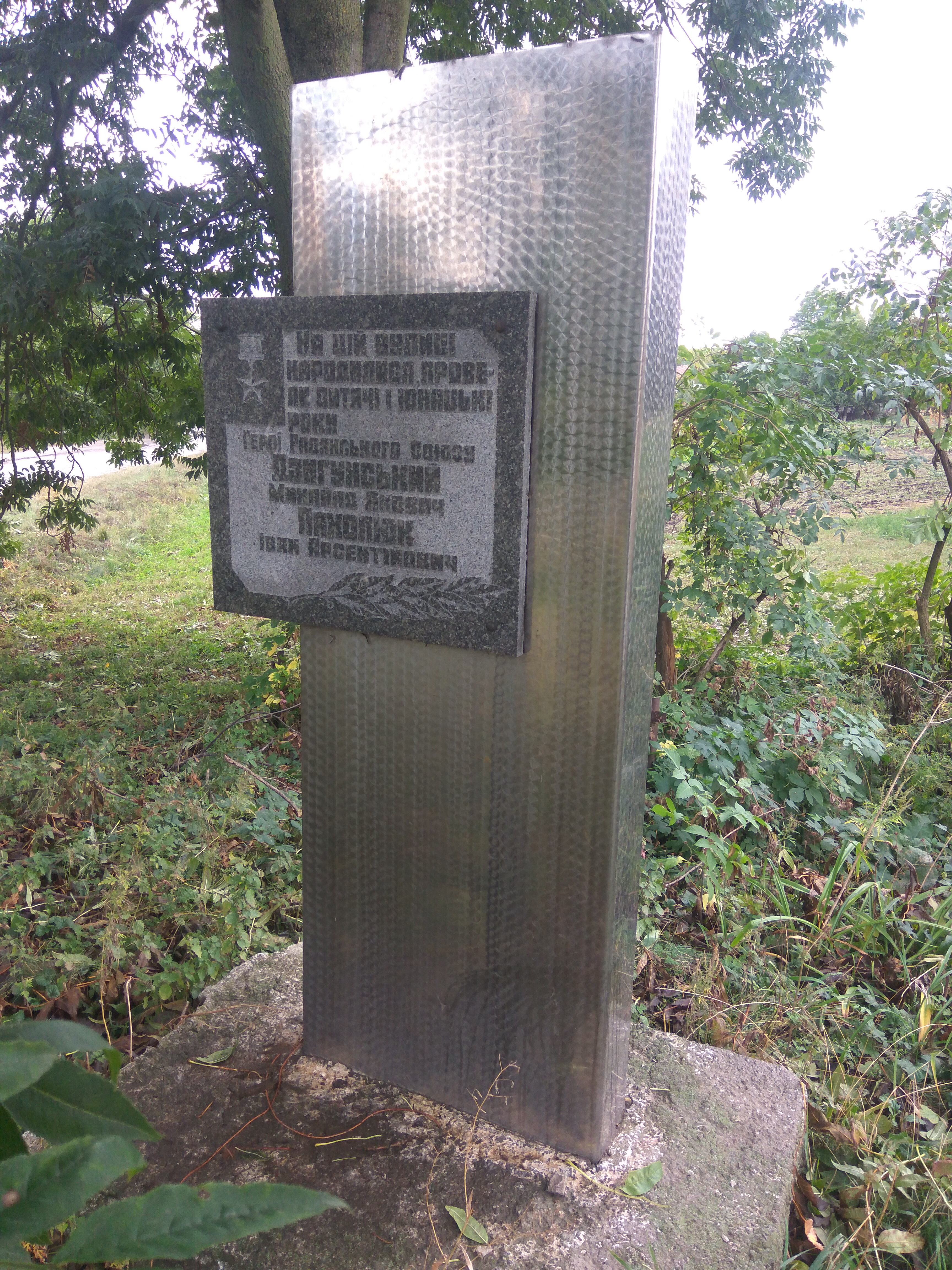
Пам'ятний знак